# Wilhelmsburg (Austria)
Wilhelmsburg es una localidad del distrito de Sankt Pölten, en el estado de Baja Austria, Austria. Tiene una población estimada, a principios del año 2021, de 6577 habitantes.
Está ubicada en el centro del estado, al sur del río Danubio y al oeste de Viena